# Championnats d'Europe d'aviron 1957
Navigation
Édition précédente Édition suivante
Les championnats d'Europe d'aviron 1957, quarante-huitième édition des championnats d'Europe d'aviron, ont lieu en 1957 à Duisbourg, en Allemagne.